# Nová čeština doma a ve světě
Nová čeština doma a ve světě (zkratka NČDS) je český jazykovědný odborný recenzovaný časopis vydávaný dvakrát ročně v elektronické podobě na Filozofické fakultě Univerzity Karlovy. Časopis Nová čeština doma a ve světě navazuje na čtvrtletník Čeština doma a ve světě, který byl vydáván na FF UK v Praze od roku 1993 do roku 2009. 
Časopis NČDS je zapsán do Seznamu recenzovaných neimpaktovaných časopisů (periodik) vydávaných v České republice.
Od roku 2011 do roku 2018 byla vedoucí redaktorkou časopisu Kateřina Romaševská. Od roku 2018 je vedoucí redaktorkou časopisu Varvara Ponomareva. Kromě článků věnovaných českému jazyku a publikovaných v elektronické podobě, se redakce zabývá popularizací bohemistiky a to hned v několika elektronických rubrikách.
Od roku 2017 periodikum patří mezi časopisy z produkce Vydavatelství Filozofické fakulty Univerzity Karlovy vycházející v režimu Open Access a jeho digitální podoba je tedy čtenářům volně dostupná z webových stránek.